# Физическая модель
Физи́ческая моде́ль — физическое представление системы, объекта или процесса с целью их исследования, то есть это представление с помощью другого физического, реального объекта, имеющего в том или ином аспекте схожую динамику поведения. Это в то же время означает схожесть (или тождественность) математической модели объекта исследований и объекта-модели. Путём измерения параметров объекта модели исследователи могут получать значения параметров объекта исследований.
К физическим моделям относится широкий набор средств, классическими примерами которых являются:
- модель самолёта в аэродинамической трубе для исследования аэродинамических (и иногда термодинамических или иных) свойств самолёта, так как физические процессы в физической модели и объекте исследования имеют одинаковую природу;
- аналоговая вычислительная машина — физические процессы в физической модели и объекте исследования имеют разную природу за исключением случаев моделирования процессов в электронных приборах.

## Физическая модель как устройство
Физической моделью может являться обособленная установка, устройство или приспособление, позволяющее производить физическое моделирование путём замещения изучаемого физического процесса подобным ему процессом той же физической природы.
Такие установки, на которых производится физическое, являются физическими моделями, если они сохраняют физическое сходство процессов модели тем процессам, которые интересуют исследователя. При этом под физическим сходством, осуществлённым в модели, подразумевается однозначное соответствие между параметрами объекта, математическим описанием процессов в объекте, и в изучаемой модели. По существу, требование к подобию модели реальному объекту заключается в описании её одними и теми же уравнениями и равенством безразмерных параметров соответствующих задач. Размерные же физические параметры могут отличаться. Правила пересчёта результатов легко вывести из представлений о размерности. 
Физические модели широко применяются в электро- теплоэнергетике, в гидро- аэродинамике, в строительном деле (архитектурная модель), кораблестроении, геологии, радиотехнике и т. д.
Масштабная модель — физическая модель, подобие заданной системы, но в изменённом масштабе. Например, увеличенная физическая модель атома или уменьшенная модель Солнечной системы.

## Метод модельных гипотез
Метод модельных гипотез в теоретической физике основан на том, что при построении некоторой физической теории выдвигается предположение о «внутреннем механизме» изучаемой этой теорией области явлений и из законов, управляющих «деталями» этого внутреннего механизма, выводятся основные черты наблюдаемых физических явлений. Например, молекулярно-кинетическая теория (классическая статистическая механика) или электронная теория (микроскопическая электродинамика), опираются на гипотезы о «внутреннем механизме» (атомном или электронном), используемые для объяснения наблюдаемых опытных фактов.
В школьной физике при популярном описании метода модельных гипотез часто «внутренний механизм» физического явления обозначается термином физическая модель в качестве наименования «упрощённой версии физической системы (процесса), сохраняющей её (его) главные черты», что в принципе ближе к понятию математической модели.